# زنی در کابین شماره ۱۰
زنی در کابین شماره ۱۰ (به انگلیسی: The Woman in Cabin 10)، یک فیلم سینمایی بریتانیایی رو به اکران در ژانر دلهره‌آور روان‌شناختی به کارگردانی سایمون استون است که در سال ۲۰۲۵ منتشر خواهد شد. فیلم‌نامه این فیلم توسط جو شراپنل و انا واترهاوس بر اساس رمان زنی در کابین ۱۰ نوشته روث ور نگارش شده است. کیرا نایتلی، گای پیرس، آرت ملک، گوگو امبتا-را، کایا اسکودلاریو، دیوید موریسی و هانا وادینگهام بازیگران فیلم هستند.
بحث اقتباس از رمان زنی در کابین ۱۰ نخستین‌بار در سال ۲۰۱۶ مطرح شد. سی‌بی‌اس حق امتیاز رمان را خریداری کرده بود و قصد داشت فیلم را در سال ۲۰۱۷ اکران کند اما پروژه به دلایل مشکلات مالی متوقف شد. نتفلیکس در سال ۲۰۲۴ حق امتیاز پروژه را خریداری کرد و فیلم‌برداری به صورت رسمی از سپتامبر ۲۰۲۴ در جزیره پورتلند واقع در دورست آغاز شد. نتفلیکس قصد دارد که فیلم را در اواخر سال ۲۰۲۵ منتشر شد.

## داستان
یک روزنامه‌نگار باهوش به نام لائورا که وظیفه دارد از نخستین سفر تفریحی یک کشتی لوکس که مسافرانی ویژه دارد؛ گزارش تهیه کند شاهد پرتاب شدن یکی از مسافران کشتی به دریا است. او تلاش می‌کند مهمانان و خدمه کشتی را متوجه اتفاقی که رخ داده کند اما حقیقت پیچیده‌تر از آن چیزی است که او در ابتدا تصور داشته است.